# MasterClass
Yanka Industries, Inc., действующая как MasterClass, представляет собой американскую платформу онлайн-образования по подписке, на которой студенты могут получить доступ к учебным пособиям и лекциям, предварительно записанным экспертами в различных областях. Концепция MasterClass была задумана Дэвидом Рожье и разработана совместно с Аароном Расмуссеном.

## История
MasterClass был основан Дэвидом Рожье, когда он был студентом Стэнфордского университета, первоначально под названием Yanka Industries. Роджер, который выполняет обязанности главного исполнительного директора (CEO), попросил Аарона Расмуссена присоединиться к компании в качестве соучредителя и главного технического директора. Расмуссен также был креативным директором до ухода в январе 2017 года. Веб-сайт был запущен под названием MasterClass 12 мая 2015 года.
Мастер-класс был запущен в 2015 году с тремя инструкторами, а в 2017 году было добавлено двенадцать классов. В конце 2017 года урок актёрского мастерства, проводимый Кевином Спейси, был удален после того, как против актёра были публично выдвинуты многочисленные обвинения в сексуальных домогательствах. К концу 2018 года в MasterClass было около 50 классов и 1000 уроков.
Поддержка мобильных устройств была впервые добавлена в апреле 2018 года. MasterClass наняла Дэвида Шрибера на должность директора по маркетингу в июне 2019 года.
MasterClass был запущен с первоначальным финансированием в размере 4,5 миллиона долларов и двумя раундами начального финансирования на общую сумму 1,9 миллиона долларов. За этим последовало финансирование в размере 15 миллионов долларов, объявленное в 2016 году , 35 миллионов долларов в 2017 году и 80 миллионов долларов в 2018 году от Fidelity Investments. В результате этого общий объём финансирования составил примерно 240 миллионов долларов.
Согласно отчету CNBC, в мае 2021 года компания получила 225 миллионов долларов в раунде серии F, что дает ей оценку в 2,75 миллиарда долларов.
В июне 2022 года компания уволила 20 % сотрудников, сославшись на ухудшение макроэкономической ситуации.

## Деятельность
MasterClass проводит онлайн-классы с известными лицами в своей области. Занятия охватывают такие темы, как писательство, спорт и кулинария. На 2019 год компания занималась политикой, экономикой и дизайном видеоигр. Многие преподаватели проводят живые демонстрации, если тему легко проиллюстрировать визуально, а писатели читают лекции. Курсы доступны по годовой подписке. Занятия, как правило, не интерактивны, хотя по крайней мере один курс включал интерактивные задания, когда учащийся выступал с другими учащимися лично или по Skype.